# Pulzní rejstřík
Pulzní rejstřík (také známý jako vocal fry nebo strohbass) je nejnižší hlasový rejstřík a vytváří se prostřednictvím volného uzavírání hlasivkové štěrbiny, která umožňuje, aby vzduch pomalu „probublal“ hlasivkami s charakteristickým praskáním nebo chrastěním s velmi nízkou frekvencí.  Během takovéto fonace se přibližuje arytenoidní chrupavka v hrtanu, což způsobuje, že se hlasivky poměrně pevně stáhnou, čímž se stanou slabé a kompaktní. Tento proces tvoří velkou a nepravidelnou vibrační hmotu v hlasivkách, které pak vytváří charakteristické nízké praskání nebo chrastění, když vzduch prochází hlasivkovou štěrbinou. Nejnižší část rejstříku lze v ojedinělých případech pozorovat až při 20 až 50 chvěních za sekundu, nebo dvě oktávy pod spodní částí rejstříku modálního hlasu (normálního hlasu).

## Historie rejstříku
Pulzní rejstřík začal být uznáván jako identifikovatelný rejstřík pouze v posledních několika desetiletích, ačkoli jeho charakteristický zvuk byl rozpoznáván mnohem dříve. Diskuse o pulzním rejstříku začala nejdříve v oboru fonetiky a logopedie a nezařadila se mezi pojmy používané hlasovými pedagogy až do počátku sedmdesátých let, kdy byl původně považován za kontroverzní pojem. Kontroverze obklopující tento termín v rámci vokální hudby ale opadla poté, co se o pulzním rejstříku při zpěvu začaly publikovat studie. V konkrétním případě Margaret Greenová pořídila videonahrávku fyziologických procesů v těle, když zpěváci vytvářeli hlas v pulzním rejstříku. Tohle poskytlo solidní důkaz, že tento druh hlasové fonace by se měl považovat za hlasový rejstřík v rámci logopedie i vokální hudby. Stejně jako je tomu u všech hlasových rejstříků, pulzní rejstřík je vytvářen jedinečným druhem vibrací hlasivek, řadou tónů a určitých druhů zvuku, který ji odlišuje od ostatních hlasových rejstříků.

## Pulzní rejstřík v mluveném projevu
Diskuse o pulzním rejstříku se mnohem častěji vyskytuje v knihách týkajících se fonetiky a logopedie než v těch, které se zabývají zpěvem. Některé autority považují používání pulzního rejstříku v mluveném projevu za dysfonii, zatímco jiní s nimi souhlasí pouze v případech, kdy dochází k jeho nadměrnému používání. Hollien, Moore, Wendahl a Michel učinili toto prohlášení:
Naším záměrem je prostě naznačit, že pulzní rejstřík obvykle představuje jeden z několika fyziologicky dostupných typů vytváření hlasu ve frekvenčním kontinuu, a proto sám o sobě logicky není klasifikován jako hrtanová patologie. Zatímco nadměrného používání pulzního rejstříku by mohlo mít za následek diagnózu poruchy hlasu, jeho kvalita lze až přespříliš často slyšet u normálního hlasu (zejména u sestupných změn tónů hlasu, kdy hlas klesá podstatně pod frekvenci rejstříku modálního hlasu), než aby se výhradně stal poruchou."
Zdá se, že tohle je v dnešní době převažující názor mezi logopedy. Mnozí[kdo?] rychle poukazují na to, že ačkoli pulzní rejstřík je minimálně součástí rutinní mluvy, jeho nepřetržité používání z něj nedělá něco utilitárního nebo patologického.
Existují některé důkazy o tom, že pulzní rejstřík se stává čím dál tím běžnější v mluveném projevu mladých žen v americké angličtině na počátku 21. století,, ale o rozsahu jeho významu se stále rozhoduje. Výzkumnice Ikuko Yuasová naznačuje, že tato tendence je produktem mladých žen, které se snaží naplnit svou řeč vážností za pomoci tónů běžně se vyskytujících v rejstříku používaném muži, a zjistila, že „Američané ve věku vyššího vzdělání [...] vnímají ženský pulzní rejstřík jako váhavý, neagresivní a neformální, ale také vzdělaný, orientovaný na město a vzestupně mobilní“.
Některé jazyky, jako například mazatéčtina z Jalapy, používají pulzní rejstřík (skřípající hlas) jako lingvisticky významný marker, což znamená, že jeho přítomnost nebo nepřítomnost může změnit význam slova.

## Pulzní rejstřík ve zpěvu
Pulzní rejstřík se používá ve zpěvu více, než by se mohlo na první pohled zdát. V basové části zpěvu kvartet evangelia se pulzní rejstřík vyskytuje poměrně často. Krákoravý zvuk používaný zpěváky na začátku vět v americké country hudby je vytvářen přechodem z pulzního rejstříku do normálního modálního hlasu. Navíc některé ruské písně obsahují basové linky v rámci pulzního rejstříku. Když se při chorálové hudbě nedostává basů, chorály často spoléhají na zpěváky, kteří dokáží používat pulzní rejstřík, aby mohli vatvořit nízké basové tóny. Zpěváci jako Tim Storms, J.D. Sumner, Mike Holcomb a různí další gospeloví basoví zpěváci pomocí této techniky vytvářejí subharmonii. Aktuální rekord G-7, nebo 0.189 Hz, drží Tim Storms, který jej dosáhl zesíleným pulzním rejstřkem.
Ženy obvykle nezpívají v pulzním rejstříku, ale jsou toho schopny. Některé styly lidového zpěvu nicméně využívají pulzního rejstříku v ženském hlasu. Pulzní rejstřík se také využívá v heavy metalové hudbě, obvykle v kombinaci se vzduchem z bránice, s cílem vytvořit "Growling" nebo "Screaming", což působí agresivně a drsně.
Hlavní využití pulzního rejstříku ve zpěvu je získání tónů s velmi nízkou frekvencí, které zpěvák nedokáže vytvořit v modálním rejstříku. Přestože fyziologickou produkci pulzního rejstříku lze rozšířit až na tóny modálního rejstříku, většina hlasových pedagogů nedoporučuje takovéto praktiky, protože mohou způsobit poškození hlasivek. Mnoho hlasových učitelů také odrazují zpěváky od častého používání pulzního rejstříku, protože by to mohlo způsobit, že by zpěvák mohl ztratit některé z horní tónů modálního rejstříku. V některých případech hlasoví pedagogové zjistili, že terapeutické používání pulzního rejstříku může studentům pomoci při vytváření nižších tónů. Zpěváci často ztrácejí své nízké tóny nebo se je nikdy nenaučí vytvářet kvůli nadměrnému napětí svalů hrtanu a jeho podpůrného mechanismu, což vede k příliš velkému tlaku dech.
Některé styly alikvotního zpěvu, například ve stylu Kargyraa, používají vokální techniky podobné pulznímu rejstříku.